# Saxifraga sect. Ciliatae
Saxifraga sec. Ciliatae es una sección del género Saxifraga. Contiene las siguientes especies:

## Especies
- Saxifraga hirculus L.
- Saxifraga flagellaris Sternb. & Willd.